# John Cadwalader

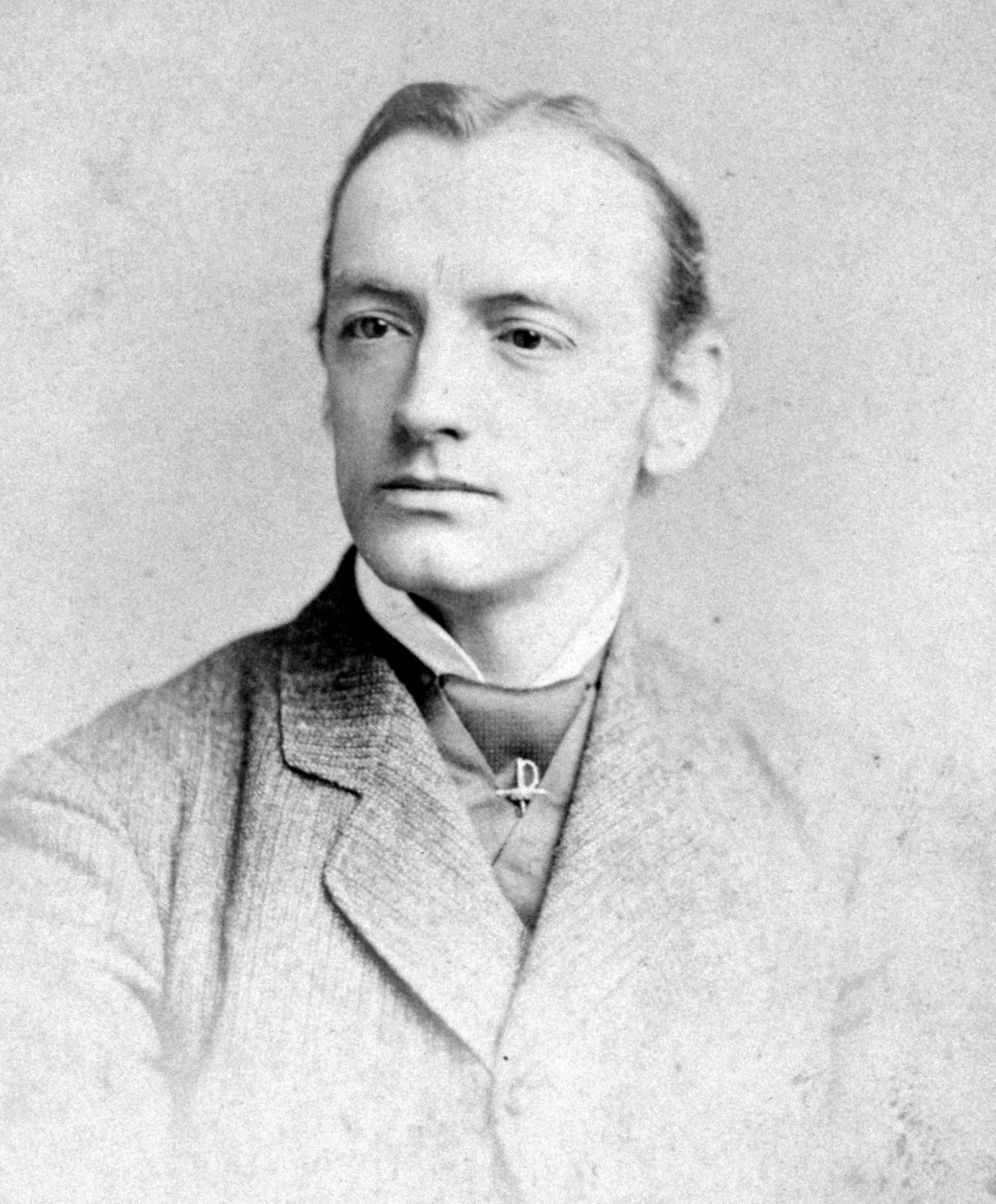
John Cadwalader, um 1860

John Cadwalader (* 1. April 1805 in Philadelphia, Pennsylvania; † 26. Januar 1879 ebenda) war ein US-amerikanischer Jurist und Politiker. Zwischen 1855 und 1857 vertrat er den Bundesstaat  Pennsylvania im US-Repräsentantenhaus; später wurde er Bundesrichter.

## Werdegang
John Cadwalader studierte bis 1821 an der University of Pennsylvania. Nach einem anschließenden Jurastudium und seiner 1825 erfolgten Zulassung als Rechtsanwalt begann er in Philadelphia in diesem Beruf zu arbeiten. Im Jahr 1830 war er juristisch für die Second Bank of the United States tätig. Während einiger Unruhen in Philadelphia im Jahr 1844 war er Hauptmann der dortigen Miliz. Politisch schloss er sich der Demokratischen Partei an.
Bei den Kongresswahlen des Jahres 1854 wurde Cadwalader im fünften Wahlbezirk von Pennsylvania in das US-Repräsentantenhaus in Washington, D.C. gewählt, wo er am 4. März 1855 die Nachfolge von John McNair antrat. Da er im Jahr 1856 auf eine erneute Kandidatur verzichtete, konnte er bis zum 3. März 1857 nur eine Legislaturperiode im Kongress absolvieren. Diese war von den Ereignissen im Vorfeld des Bürgerkrieges geprägt.
Nach dem Ende seiner Zeit im US-Repräsentantenhaus praktizierte John Cadwalader zunächst wieder als Anwalt. Ab 1858 war er Richter am Bundesbezirksgericht für den östlichen Teil des Staates Pennsylvania. Dieses Amt bekleidete er bis zu seinem Tod am 26. Januar 1879 in Philadelphia. Sein jüngerer Bruder George stieg während des Bürgerkrieges zum Generalmajor im Heer der Union auf.
1867 wurde er zum Mitglied der American Philosophical Society gewählt.